# Vlietstraat 6
Vlietstraat 6 te Voorburg is een gebouw aan de Vlietstraat te Voorburg, dat bekend is onder de naam Transformatorhuisje Voorburg. Het gebouw is een gemeentelijk monument binnen de gemeente Leidschendam-Voorburg.

## Historie
Volgens de "Stichting Mooi Voorburg" stamt het gebouwtje uit de tijd dat hier nog buitenplaats Sionslust stond. In 1705 werd deze buitenplaats aangekocht door Hendrik van Deventer. Het gebouwtje maakte vermoedelijk deel uit van deze buitenplaats en werd als werkplaats gebruikt. Daarna zou het gebouw diverse bestemmingen krijgen, waaronder een timmermanswerkplaats. Tot 2018 was het in gebruik als transformatorhuis door Stedin. In 2018 werd onder hoede van dezelfde stichting een monumentenbordje aan de deur bevestigd met de tekst:
Vlietstraat 6, Werkplaats Hendrik van Deventer. Vermoedelijk deel uitmakend van de buitenplaats Sionslust, die in 1705 werd gekocht door Hendrik van Deventer. Op deze buitenplaats had hij een leerlooierij en hield hij zich bezig met het vervaardigen van orthopedische hulpmiddelen en met het drukken van eigen geschriften en boeken. Thans in gebruik als trafohuisje.
 Het gebouw bestaat uit slechts één bouwlaag met daarop een kap onder een mansardedak gedekt met dakpannen. Midden in dat dak is een opening voor een laadruimte geplaatst met hijsbalk. De voorzijde van het gebouw kent één venster, een enkelvoudige deur en een dubbele deur. Boven alle drie de gevelopeningen bevinden zich rondboogconstructie. De boogconstructies zijn opgevuld met snijramen. De gevels zijn rondom bepleisterd, onderbroken door gevelankers.
In de jaren tien van de 21e eeuw dreigde een eind te komen aan dit gebouwtje. Het gebied was toe aan herontwikkeling waarbij met name de hoek Raadhuisstraat-Vlietstraat werd getroffen door sloop. In de jaren twintig verrijst hier dan het wooncomplex De Herentuyn van architectenbureau RHPS+ van architect Eric Scholman, die tevens het stedenbouwkundige plan ontwierp. Het gebouwtjes Vlietstraat 6 kende echter een beschermde status. Het werd daarom voor de bouw afgebroken/gedemonteerd en zal geïntegreerd worden aan de rand van het nieuwe complex op de gelijke plaats waar het stond. Men verwacht het gehele complex in 2024 op te leveren.